# Barra do Corda (ort)
Barra do Corda är en ort i Brasilien.   Den ligger i kommunen Barra do Corda och delstaten Maranhão, i den östra delen av landet, 1 200 kilometer norr om huvudstaden Brasília. Barra do Corda ligger 153 meter över havet och antalet invånare är 48 901.
Terrängen runt Barra do Corda är platt. Det finns inga andra samhällen i närheten.
Omgivningarna runt Barra do Corda är huvudsakligen savann. Runt Barra do Corda är det glesbefolkat, med 11 invånare per kvadratkilometer.